# Thalamus

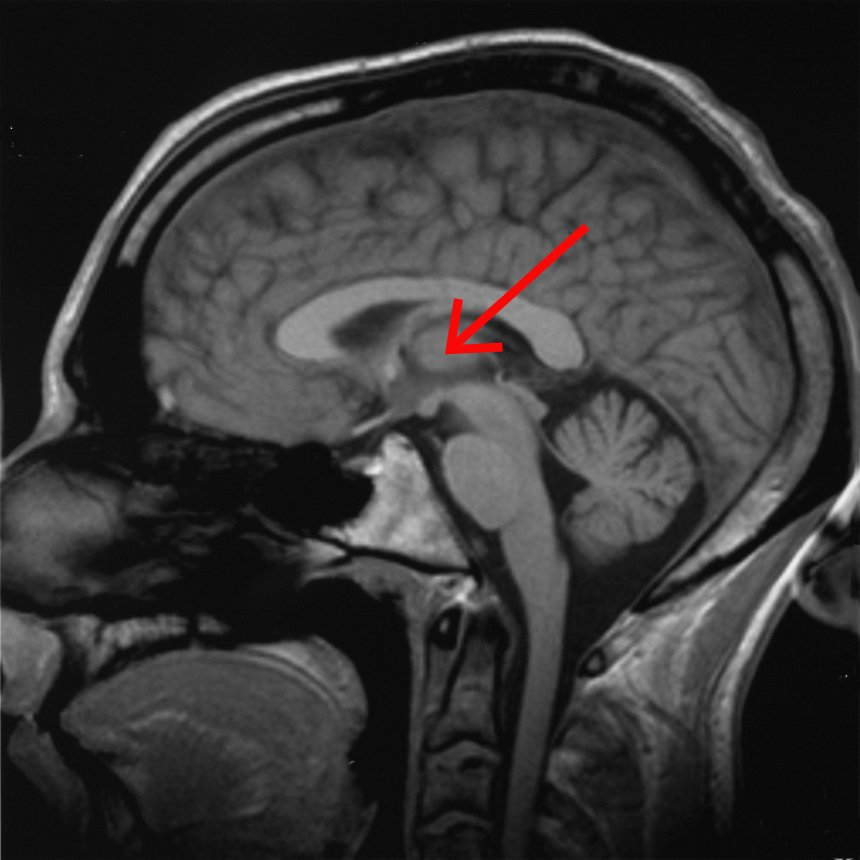
Thalamus vyznačený na snímku z magnetické rezonance

Thalamus (česky hrbol mezimozkový) je spolu s epithalamem součástí zadní části mezimozku (diencephalon) a je seskupením senzorických, asociačních a nespecifických jader. Zprostředkovává převod informací přicházejících z periférie do specifických projekčních a asociačních oblastí mozkové kůry a do důležitých center mozečku. Umožňuje také vzájemnou interakci vyšších oddílů CNS.

## Metathalamus
K thalamu má úzký vztah metathalamus, který zahrnuje součást zrakové a sluchové dráhy:
- corpora geniculata lateralia
- corpora geniculata medialia

(viz I. dělení – dle topografického uložení, 6. zadní skupina jader.)

## Anatomie
Slovník: nc. – jádro (nucleus); ncc. – jádra (nuclei); aferentace – nervová vlákna (axony) jdoucí z jiných struktur svazky/dráhami do popisovaného útvaru; eferentace – nervová vlákna (axony) vycházející od popisovaného útvaru skrze svazky/dráhy k jiným strukturám.

### I. dělení – dle topografického uložení

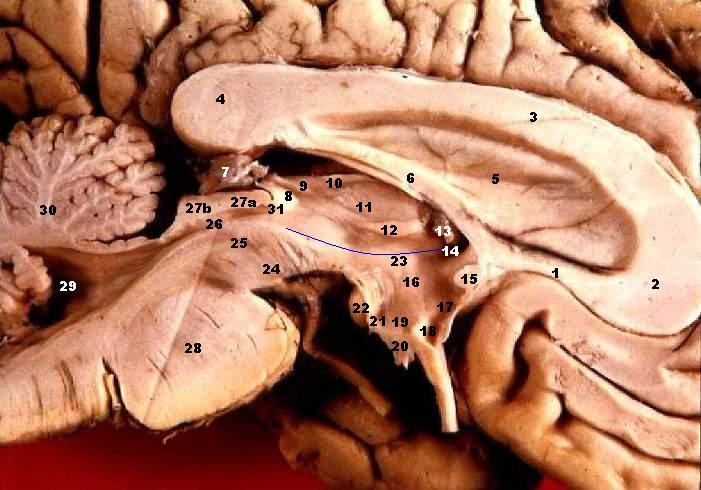
Topografie mozkových struktur na mediánním řezu mozkem.

Thalamická jádra jsou oddělena ploténkami (laminae medullares thalami externa et interna), čímž vytváří morfologicky sedm skupin jader:

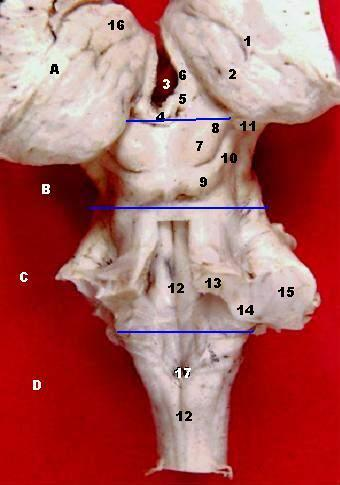
Topografie zadní strany mozkového kmene a thalamu.

1. Přední skupina jader – tvořena nc. anterodorsalis, nc. anteroventralis,, nc. anteromedialis. Spoje k nim přicházejí z corpora mammillaria a sama vysílají vlákna do cingulární kůry velkého mozku.
2. Jádra střední linie (nuclei mediani) – jsou uložená pod okrajem III. mozkové komory. Patří sem ncc. paraventriculares anteriores et posteriores, nc. rhomboidalis, nc. reuniens.
3. Mediální jádra – řadíme sem velké nc. medialis dorsalis.
4. Nuclei intralaminares – jsou skupiny neuronů vnořených do lamina interna. Patří sem nc. paracentralis, nc. parafascicularis, nc. centralis lateralis, nc. centralis medialis, nc. centromedianus. Z nich vycházejí vlákna do čelní mozkové kůry.
5. Ventrolaterální jádra – jsou největší skupinou thalamických jader. Řadíme sem nc. ventralis anterior (aferentace přichází z nc. globosus, eferentace míří ke striatu), nc. ventralis medialis (aferentace z mozečku, eferentace do motorických oblastí mozkové kůry), nc. lateralis dorsalis a nc. lateralis posterior (obě mají eferentace do kůry temenního laloku a limbické kůry), nc. ventralis lateralis (eferentace do motorické kůry I a II se somatotopickým uspořádáním), ncc. ventrales posteriores neboli tzv. ventrobazální komplex thalamu, kde jsou dvě jádra: nc. ventralis posterolateralis (aferentace z mediálního lemnisku a ze spinothalamických drah) a nc. ventralis posteromedialis (aferentace ze senzorických složek hlavových nervů, eferentace do somatosenzorické kůry postcentrálního závitu).
6. Zadní skupina jader (nuclei posteriores) – zahrnuje asociační jádro pulvinar (eferantace z něj vedou do temenní a spánkové kůry) a dvě důležitá přepojovací jádra:
  - zrakové dráhy – nc. corporis geniculati lateralis (pars dorsalis)
  - sluchové dráhy – nc. corporis geniculati medialis (pars dorsalis).
7. Retikulární jádra – tvoří tenkou vrstvu při vnější ploše. Jedná se o pokračování nespecifického ascendentního aktivačního systému retikulární formace mozkového kmene.

### II. dělení – dle funkce
Jádra se mohou rozlišovat podle toho, zda je jejich funkce specifická, asociační nebo nespecifická. Toto dělení je však nutno brát s rezervou, proto je výhodnější vyhnout se přesnému kategorizování.
V thalamu lze nalézt tyto funkční skupiny jader:
1. Jádra převádějící vzruchy z periferie do senzorických oblastí mozkové kůry.
2. Jádra převádějící vzruchy z mozečku do motorické kůry.
3. Jádra převádějící vzruchy z mezimozku do limbické kůry.
4. Jádra zajišťující propojení jader mezimozku s asociačními oblastmi mozkové kůry.
5. Jádra, která vysílají široké difuzní projekce , především do korových oblastí.

Podle volby parametrů můžeme mezi specifická jádra zařadit skupiny 1–2 nebo 1–3, mezi asociační skupinu 4 a do nespecifických jader skupinu 5.

### III. dělení
1. Somatosenzorická jádra – sem patří lemnisková jádra nc. ventralis posterolateralis, nc ventralis posteromedialis (pro oblast hlavy), nc. corporis geniculati medialis (pars dorsalis) je podkorovým převodním jádrem sluchové dráhy, obdobně funguje nc. corporis geniculati lateralis (pars dorsalis), jakožto přepojovací jádro zrakové dráhy.
2. Jádra ventrální skupiny – nc. ventralis anterior, nc. ventralis medialis, nc. ventralis lateralis – aferentace jdou hlavně z mozečku, substantia nigra a bazálních ganglií. Eferentace míří k motorickým a premotorickým oblastem mozkové kůry.
3. Jádra nc. anterodorsalis, nc. anteroventralis, nc. anteromedialis, nc. lateralis dorsalis přijímají aferentace ze spodiny mezimozku a eferentace projektují do limbické kůry. Podílejí se na vzniku emocí, motivace, pudů a drivu.
4. Nucleus lateralis posterior (aferentace z ncc. ventrales posteriores, eferentace vysílá do Brodmannových oblastí 5 a 6 mozkové kůry) a nucleus lateralis dorsalis (jehož mediální velkobuněčná část má oboustranné reciproční spoje s  amygdalou, čichovými centry, laterálním hypothalamem a orbitotemporální kůrou, kdežto jeho laterální malobuněčná část má reciproční spojení s Brodmannovými oblastmi 9, 10, 11 a 12 prefrontální mozkové kůry).
5. Nc. reticularis thalami přijímá aferentace z retikulární formace kmene a z mozkové kůry a své eferentace směřuje k ostatním thalamickým jádrům a do retikulární formace středního mozku.

## Elektrofyziologie thalamu
Stimulováním receptorů dané modality nebo elektrickou stimulací specifických senzorických jader talamu s frekvencí 8–15 Hz dojde k vyvolání tzv. augmentační reakce (augmenting response – narůstající odpověď) v odpovídajících projekčních oblastech mozkové kůry.
Naopak elektrická stimulace talamických jader s difuzní projekcí vyvolá odpověď v celé mozkové kůře, která se liší od frekvence stimulace. Jedná se buď o desynchronizační odpověď (při frekvenci 100–300 Hz), nebo tzv. náborovou reakci (recruiting response, při frekvenci 6–10 Hz).

## Význam thalamu
- V thalamu dochází k přepojování aferentací, které dále směřují do mozkové kůry – senzitivní, zrakové, sluchové a chuťové. Při poruchách thalamu dojde ke snížení prahu pro bolest, taková bolest se pak označuje jako thalamická a není dobře lékově zvládnutelná.
- Činnost thalamu je podřízena mozkové kůře. Kortikothalamické a thalamokortikální spoje ovlivňují bdělý stav člověka.
- Stimuly, které do thalamu míří z hypothalamu a zpětně i z limbické kůry, způsobí, že se thalamus podílí na některých vegetativních funkcích jako je zblednutí nebo zčervenání v obličeji, změny ve frekvenci tepu, dále na změnách nálady – veselosti, smutku, zlosti nebo rozmrzelosti. Tyto děje jsou v dospělosti tlumeny mozkovou kůrou, ale v plném rozsahu se projevují v dětském věku, kdy útlum není vyvinut nebo u lidí s poruchou funkce mozkové kůry.
- Thalamus se podílí také na ovlivnění stoje a chůze, prostřednictvím převodu vzruchů z mozečku do mozkové kůry. Při jeho poruše může vzniknout mírná  mozečková ataxie.